# Extol (musikalbum)
Extol är det norska metal-bandet Extols femte fullängdsalbum. Extol tog en paus 2007, men meddelade 2012 om att ett nytt album var under inspelning. Albumet Extol lanserades juni 2013 av skivbolaget Indie Recordings.

## Låtlista
1. "Betrayal" (Peter Espevoll/David Husvik/Ole Børud) – 4:20
2. "Open the Gates" (Espevoll/Husvik/Børud) – 4:28
3. "Wastelands" (Espevoll/Husvik/Børud) – 4:59
4. "A Gift Beyond Human Reach" (Espevoll/Børud) – 4:06
5. "Faltering Moves" (Espevoll/Husvik/Børud) – 5:57
6. "Behold the Sun" (Espevoll/Husvik/Børud) – 4:15
7. "Dawn of Redemption" (Husvik) – 4:18
8. "Ministers" (Espevoll/Husvik/Børud) – 4:19
9. "Extol" (Espevoll/Husvik/Børud) – 4:03
10. "Unveiling the Obscure" (Espevoll/Husvik/Børud) – 5:39

Bonusspår på limited edition-utgåvan
1. "String of Death" (Espevoll/Husvik/Børud) – 4:12

## Medverkande
Extol
- Ole Børud – sång, gitarr, basgitarr, mellotron
- Peter Espevoll – sång
- David Husvik – trummor

Produktion
- Ole Børud – producent, ljudtekniker
- David Husvik – ljudtekniker
- Øystein Tengesdal – inspelning
- Jens Bogren – mixning, mastering
- Travis Smith – omslagsdesign